# Friedrich Feuerbach
Friedrich Heinrich Feuerbach (* 29. September 1806 in Landshut; † 24. Januar 1880 in Nürnberg) war ein deutscher Privatgelehrter, Orientalist und Philosoph.

## Leben
Feuerbach war ein Sohn von Anselm von Feuerbach und dessen Frau Eva Wilhelmine Marie (geborene Tröster; 1774–1852) und hatte mehrere Geschwister.
Er studierte zunächst Theologie in Erlangen, wo er während seines Studiums 1827 Mitglied der Burschenschaft der Bubenreuther wurde. Anschließend studierte er in Bonn, wo er zur Indologie kam und Sanskrit studierte. Das Studium setzte er in Paris fort, wo er 1832 beinahe ein Opfer der Cholera geworden wäre. Obwohl er sich von der Krankheit erholte, litt er noch jahrelang unter den Folgen. Er beschäftigte sich fortan mit der französischen, italienischen und spanischen Sprache und Literatur. Er war auch als Übersetzer von prosaischen und metrischen Schriften aus diesen Sprachen aktiv und verfasste mehrere kleinere Schriften über die Religion „innerhalb der Grenzen der bloßen Menschlichkeit.“ 1838 verfasste Feuerbach die Schrift Theanthropos, die er anonym veröffentlichte. Er lebte nach seinem Studium als Privatgelehrter in Nürnberg und wandte sich dort mit populärphilosophischen Schriften als Philosoph der Richtung seines Bruders Ludwig zu, um „zu predigen, was dieser lehrte“.

## Veröffentlichungen
- Theanthropos. Zürich 1838 (eine Reihe von Aphorismen).
- Die Religion der Zukunft.
  - 1. Heft, Verlag des literarischen Comptiors, Zürich / Winterthur 1843 (digitale-sammlungen.de, gewidmet dem Andenken seines Bruders Carl Wilhelm Feuerbach).
  - 2. Heft: Die Bestimmung des Menschen. Verlag von Theodor Cramer, Nürnberg 1845 (digitale-sammlungen.de, gewidmet seinem Freund Ernst Carl Julius Lützelberger; 1802–1877).
  - 3. Heft: Mensch oder Christ? Nürnberg 1845.
- Die Kirche der Zukunft. Bern 1847.
- Gedanken und Thatsachen. Hamburg 1862.